# Entente européenne d'aviculture et de cuniculture
L'Entente européenne d'aviculture et de cuniculture, généralement connue sous le nom d'Entente Européenne ou par son acronyme, EE, est l'organisation européenne pour l'élevage de volailles, de pigeons, d'oiseaux, de lapins et de cobayes.
Ses adhérents au nombre de 34 pays rassemblent quelques 2,5 millions de membres.

## Histoire
L'organisation a été fondée le 18 juin 1938 à Bruxelles par la fusion des associations nationales d'éleveurs de petits animaux de Belgique, de France, du Luxembourg et des Pays-Bas, recevant, dans un premier temps, le nom d'Entente des Commissions Internationales (Alliance des Commissions Internationales).
Lors de la convention de Duisburg du 27 mai 1954, l'organisation reçut le nom sous lequel elle est la plus connue aujourd'hui, Entente Européenne d'Aviculture et de Cuniculture, en français, ou Europäischer Verband für Geflügel- und Kaninchenzucht, en allemand (ou simplement. Kleintierzuchtverband). Aujourd’hui le nom complet est « Fédération européenne pour l’élevage des volailles, pigeons, oiseaux, lapins et cochons d’Inde. Son siège se trouve à L-3321 Berchem, 51 rue Meckenheck (Luxembourg). . Les langues officielles de l’EE sont l’allemand, l’anglais et le français.

## Activités
Le rayon d'action de l'EE touche tous les pays de l'Europe et elle gère para elle-même un calendrier officiel annuel de réunions internationales et de coordination.

## Ses Buts
L’EE est une association d’intérêt public à but non lucratif. Elle est neutre du point de vue politique et confessionnel.  

Elle se donne pour mission ce qui suit :  
- Favoriser l’élevage de races de volailles, palmipèdes, dindes, pigeons, oiseaux, lapins et cochons d’Inde, ainsi que l’élevage et la garde des volailles sauvages et d’ornement.
- Regrouper les fédérations nationales d’élevages de petits animaux d’Europe.
- Promouvoir les rencontres internationale des éleveurs de petits animaux des pays concernés, notamment par l’organisation directe ou indirecte de concours et de journées d’étude.
- Planifier l’organisation et le suivi des expositions européennes de petits animaux mises en place par l’un ou l’autre des pays membres de l’EE.
- Dresser un calendrier de toutes les expositions de petits animaux annoncées à l’EE et lesquelles revêtent une importance particulière au niveau national ou international.
- L’EE entreprend les démarches nécessaires à la simplification des formalités douanières ainsi que des dispositions sanitaires pour la participation des éleveurs aux expositions européennes.
- L’EE encourage l’idée de la protection des animaux dans le contexte global de ses engagements au niveau européen.
- L’EE soutient la recherche scientifique et pratique dans l’élevage.
- Elle encourage les mesures et les dispositions à prendre pour lutter contre les maladies et protéger les animaux.
- L’EE défend les buts et les intérêts de l’élevage des petits animaux vis-à-vis des autorités et des institutions internationales et nationales européennes.
- Elle soutient l’élevage des petits animaux en tant que saine occupation du temps libre.
- Elle encourage la formation de base et la formation continue de ses membres dans le domaine de l’élevage.
- Sur la base des propositions des divisions, elle établit une liste des juges internationaux qui peuvent être engagés pour des expositions européennes.
- Elle fixe les directives pour le jugement ainsi que pour le programme des expositions européennes dans le but de tendre vers une uniformisation dans l’organisation de ces manifestations. Il en va de même pour l’attribution des prix d’honneur dans le cadre des expositions européennes.
- Dès 2008, l’EE met à disposition des pays membres un logo pour les bagues à l’intention des divisions colombophile et avicole. Le logo est mis gratuitement à disposition du fabricant de bagues, sur demande écrite d’un pays membre. Le logo avec les lettres „EE“ figurera sur toutes les bagues, à gauche des initiales du pays.
- À partir de 2008 aux expositions européennes et à toutes les expositions des pays membres de l’EE, seuls seront jugés les animaux porteurs de cette bague 2008.
- Elle contrôle les descriptions du standard des races et soumet des propositions et suggestions en vue d’une uniformité européenne.
- L’EE poursuit exclusivement et directement des buts d’intérêt public.
- L’EE est en dehors de toute activité politique ou idéologique,
- L’EE exerce son activité sans but lucratif.

En outre elle travaille à l'Intégration de la culture et des coutumes rurales; à la Conservation de la biodiversité des petits animaux et des espèces auxquelles elle est dédiée, en les considérant comme patrimoine culturel. Elle participe et encourage les activités d'élevage de petits animaux auprès des nouvelles générations et elle collabore avec des établissements d'enseignement. Elle veille Veiller au bien-être des animaux et à un élevage adapté à l'espèce dans le cadre du Conseil consultatif pour la santé et le bien-être des animaux, en collaboration avec des élevages de volailles et des associations spécialisées dans des pays comme l'Allemagne et la France. Elle promeut des rencontres internationales entre éleveurs de petits animaux et organisation de concours et des journées d'information.

## Pays membres
Allemagne
Autriche
Belgique
Bosnie-Herzégovine
Bulgarie
Croatie
Danemark
Espagne
Estonie
Finlande
France
Grande-Bretagne
Hongrie
Italie
Kosovo
Lettonie
Lituanie
Luxembourg
Macédoine du Nord
Norvège
Pays-Bas
Pologne
Portugal
Roumanie
Russie
Saint-Marin
Serbie
Slovaquie
Slovénie
Suède
Suisse
Tchéquie
Turquie
Ukraine